# Ciężka Przełączka
Ciężka Przełączka (niem. Verborgene Scharte, słow. Česká štrbina, České sedlo, węg. Cseh-tavi-csorba, ok. 2205 m) – przełęcz w północnej grani Rysów w Tatrach Wysokich. Grań ta oddziela Dolinę Rybiego Potoku od Doliny Białej Wody (Bielovodská dolina) i biegnie nią granica polsko-słowacka. Wąska szczerbina Ciężkiej Przełączki znajduje się na północ od Spadowej Kopy i oddziela ją od Żabiego Szczytu Wyżniego, dokładniej zaś od Spadowej Turniczki i zwornikowej Wyżniej Spadowej Przełączki.
Dawniej przełęcz była zwana Czeską Przełączką. Jest trudno osiągalna od strony zachodniej, dlatego nie jest używana jako połączenie sąsiednich dolin. Taternicy bywają na niej tylko podczas przejścia granią, najczęściej zaś przy schodzeniu ze wspinaczki zachodnim filarem Spadowej Kopy. Na wschodnią stronę, do Dolinki Spadowej opada z przełęczy częściowo skalista, częściowo trawiasta depresja. Na polską stronę, na północny zachód, opada z przełęczy Spadowy Żleb.

## Drogi wspinaczkowe
1. Północno-zachodnim żlebem; I, krótki odcinek III w skali tatrzańskiej, czas przejścia 30 min
2. Z dolinki Spadowej; 0-, 30 min[2]

Pierwsze odnotowane wejścia:
- latem – Stanisław Porębski, 13 sierpnia 1909 r. (podczas przejścia grani z Niżnich Rysów na Żabi Szczyt Wyżni),
- zimą – Jadwiga Bilińska, Andrzej Manda, Wacław Nowyk, 19 kwietnia 1949 r. (od północnego zachodu)[3].

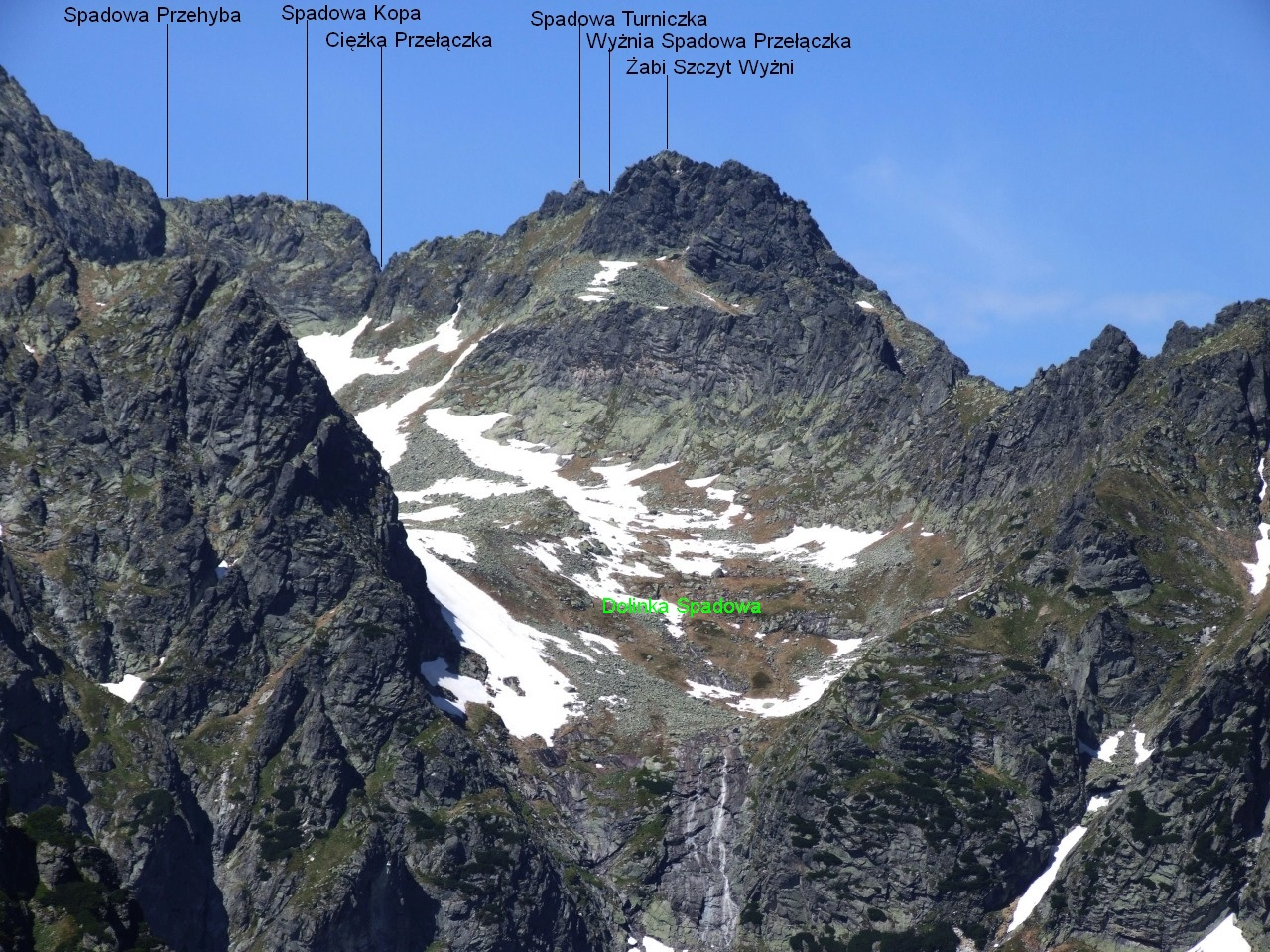
Widok z Doliny Białej Wody
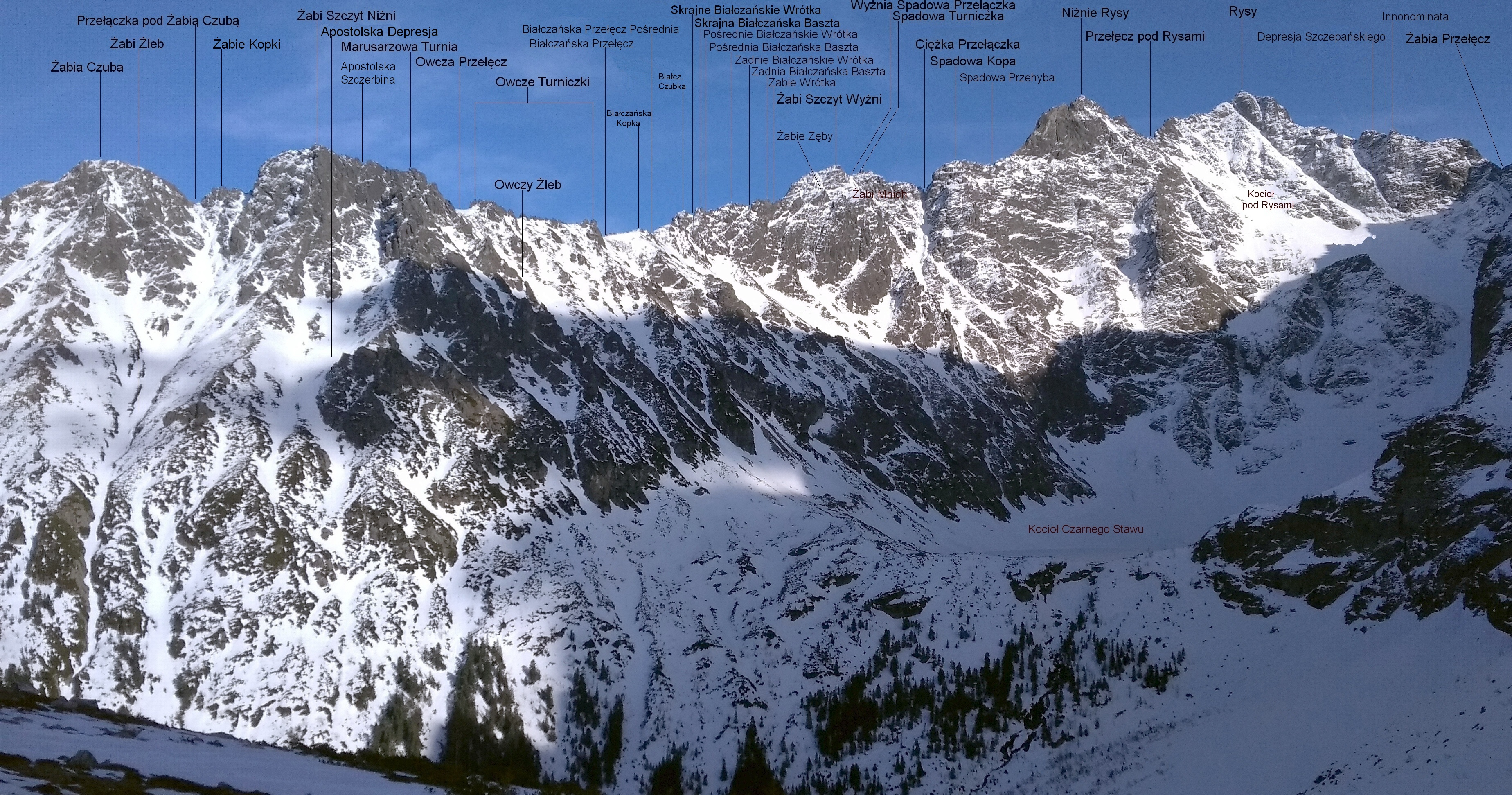
Położenie przełączki w północnej grani Rysów
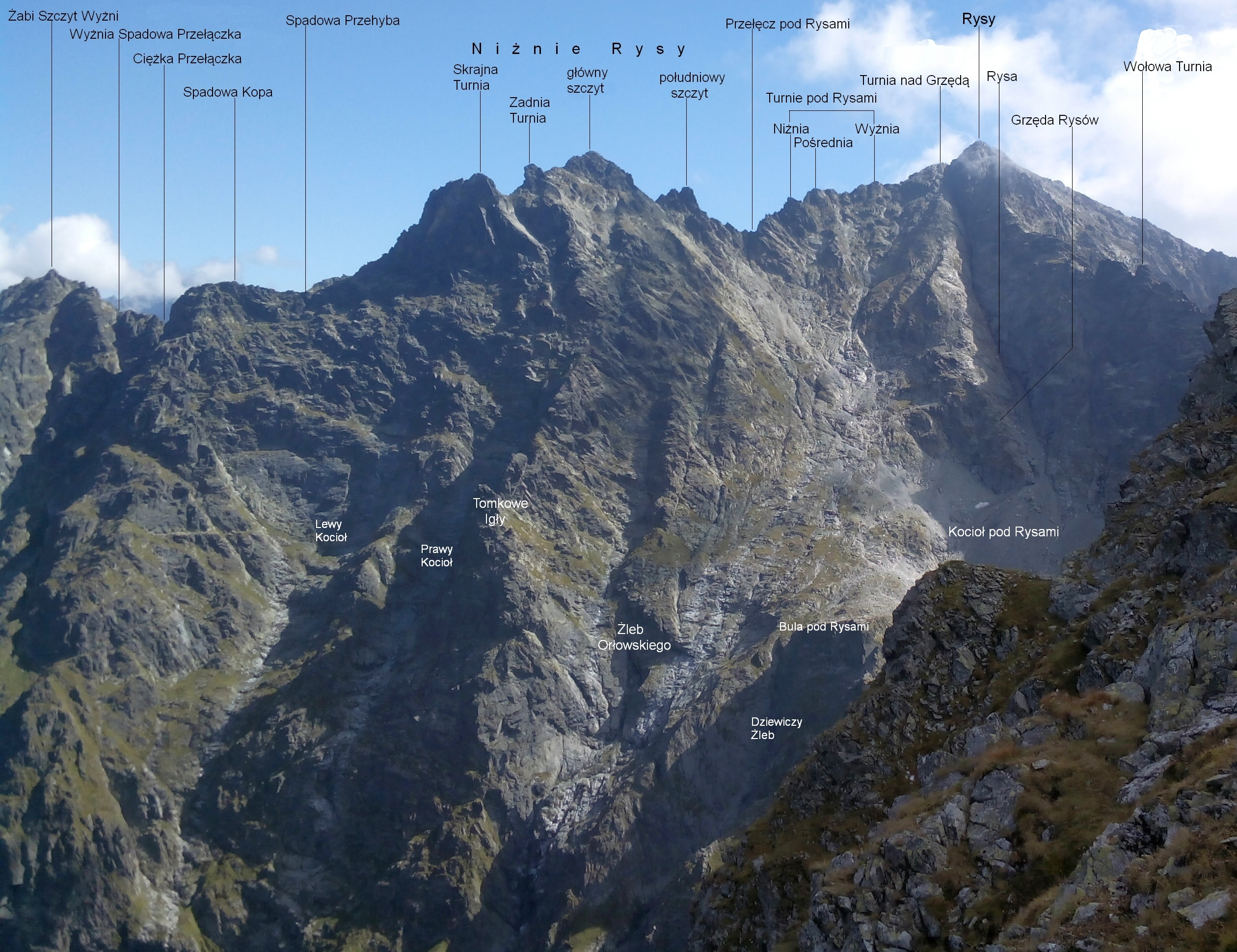
Widok z Mięguszowieckiego Szczytu
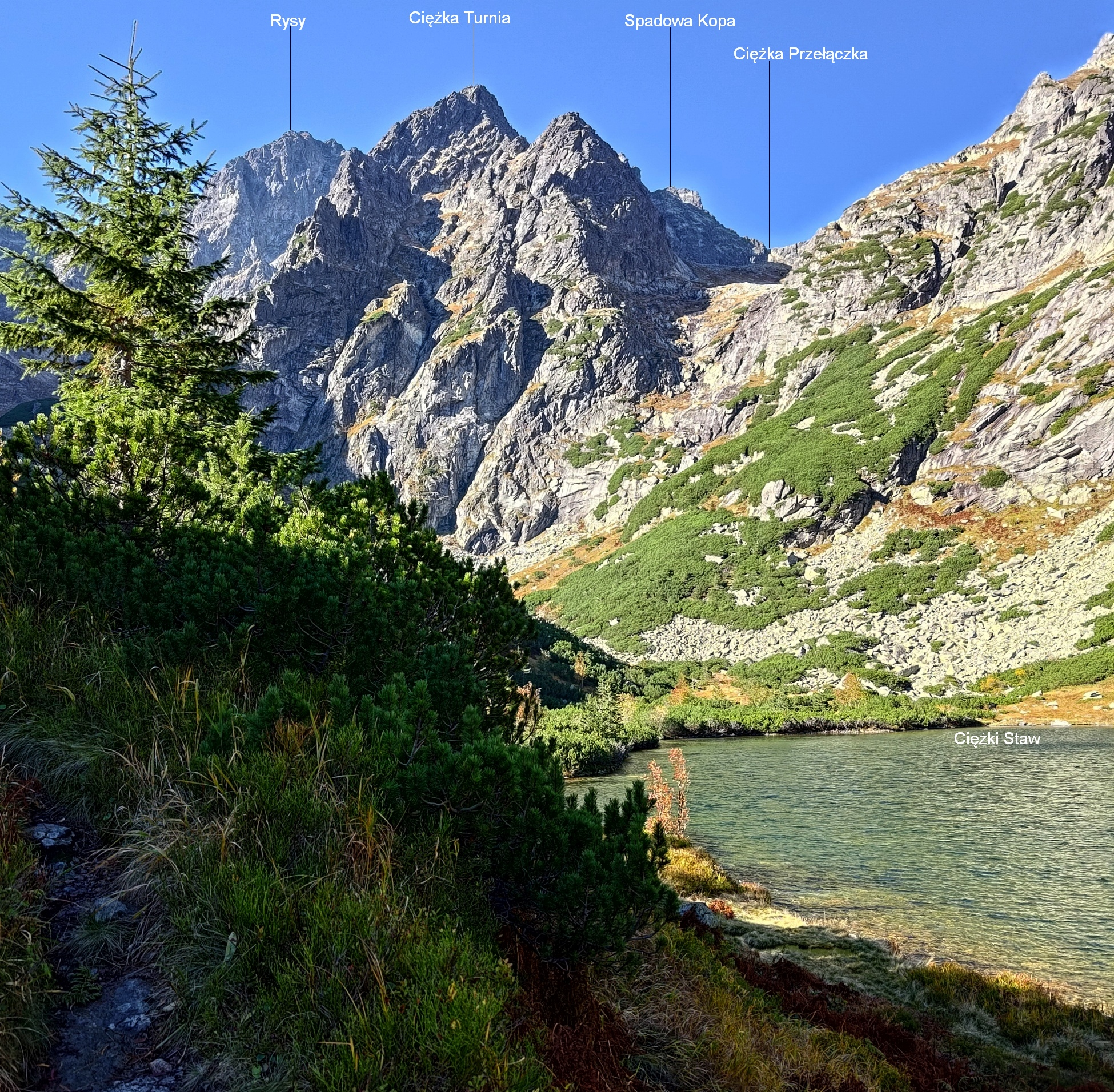
Widok znad Ciężkiego Stawu